# Bathalapalli, Chintamani
Bathalapalli là một làng thuộc tehsil Chintamani, huyện Kolar, bang Karnataka, Ấn Độ.